# Ruf CTR
Ruf CTR, também conhecido como CTR Yellowbird ou simplesmente Yellowbird, foi uma produção limitada de um automóvel desportivo de alto desempenho produzido pela Ruf Automobile da Alemanha.
Introduzido em 1987 e baseado no Porsche 911, o CTR teve uma versão de 3,2 litros baseado no Porsche 911, de seis cilindros com painéis de carroçaria leve, uma gaiola de segurança integrado (adicionando rigidez ao chassis, além da segurança ao ocupante), suspensões modificadas (incluindo um sistema de trava personalizado), um design personalizado de transmissão, e várias peças únicas de acabamento, tais como para-choques Polyurethene e o uso do filtro de óleo montado no paralama (característico de um Porsche) ditadas pelo deslocamento do cárter de óleo para a frente a fim de não esbarrar no intercooler.
Foi dada atenção às considerações aerodinâmicas, com o corpo a serem soldados e a utilização de painéis de preenchimento para os pilares da porta seguindo o estilo do Porsche 911 Geração 935.
Desenvolver 469 HP (350 kW) e 408 lb ft (553 Nm) de torque , pesando 1.170 kg, era considerado um ótimo desempenho. O CTR atingia de 0-100 km/h em torno de 4,0 segundo e uma velocidade máxima superior a 320 km/h. Apesar de um pequeno grupo de veículos, tais como o Ferrari F40 e o Porsche 959 serem mais rápidos até 97 km/h, o CTR superava toda a concorrência quando se tratava de alta velocidade, atingindo a sua velocidade máxima em pouco tempo.
O nome Yellowbird veio, durante os testes de revista Road & Track, cujos funcionários notaram o contraste criado por sua pintura amarelo contra o céu nublado no dia da sua foto, dando assim a sua semelhança com um pássaro. O som da válvula de expulsão se assemelhava também com um chilrear de um canário, dando mais um motivo para designar esse modelo da Ruf com esse nome.

## História
O CTR (abreviação de "Group C Turbo Ruf") foi baseado no Porsche 911 Carrera 3.2, oposto ao Porsche 930, sendo uma versão do Porsche 911 Turbo.Essa decisão foi tomada, devido ao coeficiente de arrasto ser alto, vindo a prejudicar o performance do carro. 
Os painéis padrões de fábrica como as portas, capô e tampa do motor foram substituídos por peças de alumínio, ajudando a derrubar um adicional de 200 kg (441 lb) do veículo. Foram adicionadas calhas de chuva Shaved para reduzir o arrasto, fibra de vidro nos pára-choques dianteiro e traseiro e um par de dutos de admissão para permitir o fluxo de ar para os intercoolers.

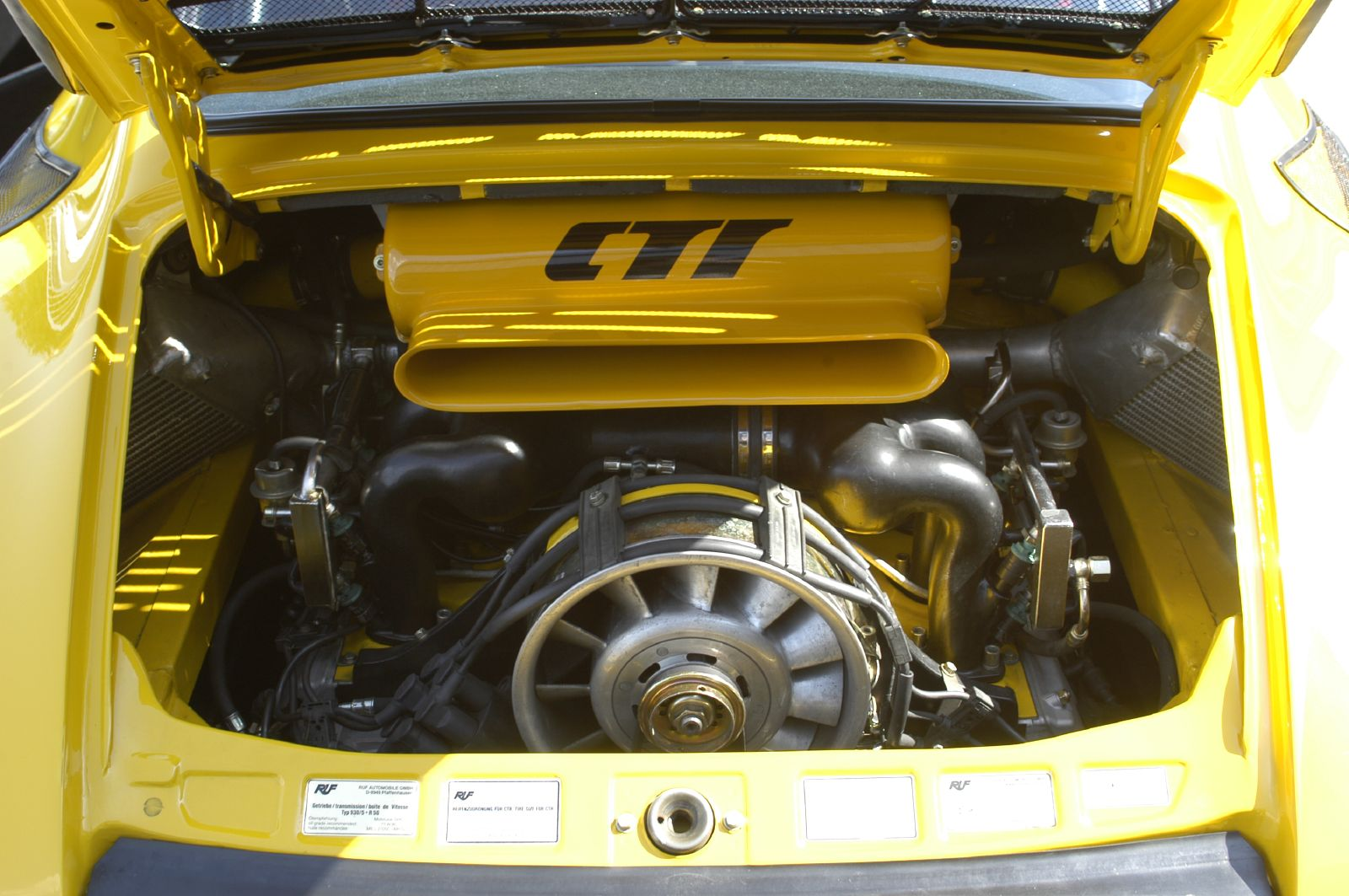
Motor do Ruf CTR

Além dos painéis leves, modificações consideráveis foram feitos para o motor, incluindo a perfuração dos cilindros para fora, em 98 milímetros (3,9 in) para aumentar o deslocamento de 3,2 para 3,4 litros, adicionando um  sistema de injeção de combustível Bosch Motronic, e para mudar  a ignição originalmente concebidos para o carro de corrida Porsche 962. Foi projetado juntamente com o motor um sistema Twin-Turbo junto ao motor, elevando a sua potência total para 469 HP (350 kW) e 408 lb ft (553 nm) de torque a 5.950 rpm.
A companhia estreou o veículo no final de 1987, com preço fixado em 223.000 dólares por unidade, embora esse número  variou dependendo se o cliente mandou seu carro diretamente Ruf ou trouxe de uma revenda. A Ruf fez um total de apenas 29 unidades do CTR Yellowbird.

## Sucessor
O Ruf CTR Yellowbird foi sucedido em 1996 pelo Ruf CTR2, cuja base se deu na novíssima geração 993 do Porsche 911.

## Especificações
- Peso: 1170 kg
- Power: 469 hp @ 5950 rpm
- Torque: 408 ft.lbf @ 5100 rpm
- Potência específica: aprox. 137 hp por litro
- Relação Peso/Potência: aprox. 2.4 kg / hp

- 0-100 por km/h: 4.0 sec
  - 0-200 por km/h: 11.6 sec
  - 1/4 mile: 11.9sec @ 203 km/h
  - Top Speed: 340 km/h